# Domaine de l'Abrègement
Le domaine de l'Abrègement est situé dans la commune de Bioussac, en Charente.

## Historique
Situé à environ 400 mètres au sud-est du bourg de Bioussac, l'Abrègement est un ancien fief qui n'a été transmis jusqu'à aujourd'hui exclusivement que de père en fils ou en fille. Son nom viendrait de ce que c'était un lieu d'hébergement sur une route de Saint-Jacques-de-Compostelle.
Il a d'abord appartenu au XIVe siècle aux La Rochefoucauld, puis aux Saint-Amand (seigneurs du Châtelard et de Saint-Front), et aux Desmier, seigneurs de Chenon.
En 1555, Jacquette Desmier se maria avec Perceval de Volvire ou Voluyre, guidon de la compagnie du marquis de Ruffec et de la famille de ce dernier. En 1579, leur fille Anne, qui en était dotée, épousa Guillaume Massacré, descendant d'une famille originaire de Normandie établie dans le Périgord. 
En 1750 Marie, la dernière héritière des Massacré épousa Olivier-Mathurin d'Hémery, chevalier, seigneur de Cerné, issue d'une famille originaire d'Ile-de-France qui s'établit dans le Poitou à la fin du XVIIe siècle : ainsi en 1676 Jacques d'Hémery, seigneur de La Borde et de Montdétour, épousa Elisabeth Dupas, fille de François, seigneur de La Martinière  à Rom (79). Leur descendant François d'Hémery (1752-1828) compta parmi les personnages influents du département de la Charente lors de la Révolution; la famille compte des maires de Bioussac et membres ou conseillers généraux.
En 1750-1751 Olivier-Mathurin remplace le vieux château hérité par son épouse par une grande demeure du XVIIIe siècle qui ressemble au château de la Martinière à Rom, également reconstruit à cette époque par un de ses cousins, mais en conservant à l'entrée  deux tours anciennes. Ce  manoir, qui compte aussi deux courtes ailes latérales, rappelle mais dans de moindres proportions la physionomie sobre et élégante du château d'Epanvilliers (86) rebâti en 1773, voire l'aile Nord des bâtiments de l'ex-abbaye Notre-Dame-de-La-Réau (86), eux remaniés après 1653.
A cette époque fut plantée à l'Abrègement une futaie de chênes qui fut gravement frappée par la tempête de 1999 (15000 arbres touchés). 
Au milieu du XIXe siècle, l'aile Est a été entièrement refaite; une galerie a été ajoutée au corps central, entre les deux ailes;  à gauche du corps du logis, une chapelle de style néo-gothique et à l'opposé un bâtiment dit "La Maison des Tantes" furent construits sur les plans de l'architecte Paul Abadie. 
Le château appartient aujourd'hui à son descendant, William Anseau d’Hémery (né en 1988), qui a rénové le parc. Celui-ci, qui s'est agrandi depuis un plan de 1819, comporte arbres et potager. Il a particulièrement souffert lors de la tempête Martin de 1999 qui a balayé le Sud-Ouest, mais des artistes comme Andy Goldsworthy, Antony Gormley, Christian Lapie et Joel Shapiro ont utilisé des souches pour créer des sculptures contemporaines.

## Architecture
Du château primitif qui en 1260 comptait sept tours fortifiées ne sont conservées que des caves voûtées et quelques murs du corps principal.
Le château se compose d'un corps central de style classique et deux ailes latérales. Il a conservé un décor intérieur ancien de qualité (cheminées en marbre du XVIIIe siècle, parquets et boiseries); la chapelle de style néo-gothique est carrelée et est ornée de vitraux de cette époque , probablement à l'effigie des saints patrons des propriétaires d'alors.
Le domaine avec son château est inscrit monument historique le 11 août 2014.
Le domaine est ouvert au public en été ou sur rendez-vous.

### Jardins
Les jardins et le potager ont été dessinés par le paysagiste Philippe Dubreuil en collaboration avec Elizabeth d’Hémery[Quand ?].
Le parc comprend un arboretum avec des arbres remarquables comme des cèdres et séquoias. Le jardin possède légumes et fleurs vivaces, ainsi qu'une tonnelle de gourdes. Un amphithéâtre de verdure complète le parc ainsi qu'un petit ruisseau. Le tout est agrémenté de sculptures modernes (voir ci-dessus).
Le domaine est classé jardin remarquable depuis 2009. Il figure parmi les quatre du département.